# Compost organosulfurat

Enllaç covalent carboni - sofre, típic dels compostos organosulfurats.

Un compost organosulforat o compost d'organosofre és un compost orgànic, que com a mínim té un àtom de sofre, enllaçats a àtoms de carboni.
Els compostos organo-sulforats sovint s'associen a les pudors però molts dels compostos més dolços es deriven de compostos organo-sulforats. Dos dels vint aminoàcids són compostos organo-sulforats. Els combustibles fòssils com el carbó, el petroli i el gas natural contenen compostos organo-sulforats que es tracta d'eliminar en le procés de la refinació.
El sofre pertany al grup 16 de la taula periòdica (amfígens o calcògens) junt amb l'oxigen, i fins a cert punt els compostos organosulfurats tenen similitud amb els compostos que tenen enllaços carboni-oxigen.
Una anàlisi química clàssica per a detectar els compostos de sofre és el mètode de Carius.

## Classes de compostos organosulfurats
Els compostos organosulfurats es classifiquen segons el grup funcional que conté l'àtom de sofre.

Alguns exemples de compostos organosulfurats
Al·licina, de l'all
R-cisteïna, un aminoàcid que conté un grup tiol
Metionina, un aminoàcid que conté un grup tioèter
Disulfur de difenil, un disulfur
Dibenzotiofè, un component del petroli
Àcid perfluorooctanosulfònic, un surfactant controvertit
Àcid lipoic, un cofactor essencial de quatre complexos enzimàtics mitocondrials.
Penicil·lina estructura central, on "R" és el grup de variables.
Sulfanilamida, una sulfonamida antibacterià, anomenada sulfamida.
Mostassa de sofre, un tipus de sulfur utilitzat com a agent de guerra química.
Sulfurà de Martin amb una estructura de balancí, com la de SF4

### Tioèters, tioèsters, tioacetals
Aquests compostos es caracteritzen per tenir enllaços químics C-S-C En comparació amb els enllaços C-C, els enllaços C-S són més llargs, ja que l'àtom de S és major que el de carboni, i un 10% més febles. Les longituds d'enllaç típiques en els compostos de sofre són de 183 pm per a l'enllaç S-C en el metanotiol i 173 pm, en el tiofè. L'energia de dissociació d'enllaç C-S és de 89 kcal/mol (370 kJ/mol) per al tiometà en comparació amb 100 kcal/mol (420 kJ/mol) per al metà i quan l'hidrogen és reemplaçat per un grup metil l'energia es redueix en 73 kcal/mol (305 kJ/mol) L'enllaç carboni-oxigen simple posseeix menor longitud d'enllaç que l'enllaç C-C. Les energies de dissociació d'enllaç del sulfur de dimetil i del dimetilèter són, respectivament, 73 i 77 kcal/mol (305 i 322 kJ/mol.
Els tioèters es preparin habitualment per alquilació de tiols. També es poden fer amb la Reacció de Ferrario
Els tioacetals i els tiocetals mostren la seqüència d'enllaços C-S-C-S-C. Representen una subclasse de tioèters.
Els tioèsters tenen una estructura general R-CO-S-R. Estan relacionats amb els èsters regulars, però són més reactius.
Els tiofens representen una classe especial de tioèters que són aromàtics. L'estabilització per ressonància del tiofè és de 29 kcal/mol (121 kJ/mol) en comparació amb els 20 kcal/mol (84 kJ/mol) per a l'anàleg amb àtoms d'oxigen (furans). La raó d'aquesta diferència és l'electronegativitat més gran de l'oxigen que desplaça electrons cap a si mateix a costa de l'anell aromàtic. No obstant això, com substituent aromàtic el grup tiofè és menys efectiu com grup d'activació que el grup alcoxi.

### Tiols, disulfurs, polisulfurs
Els tiols contenen el grup funcional R-SH.
La diferència en l'electronegativitat entre el sofre (2,58) i l'hidrogen (2,20) és petita i, per tant, els enllaços d'hidrogen en els tiols no són significatius. Els tiols alifàtics formen monocapes d'or, que són d'actual importància en nanotecnologia.
Uns certs tiols aromàtics poden ser obtinguts mitjançant una reacció de Herz.
L'Enllaç disulfur R-S-S-R amb un enllaç covalent sofre - sofre és important per a entrecreuament: en bioquímica per al plegat i l'estabilitat d'algunes proteïnes, i en química de polímers per a la reticulació del cautxú.
També són conegudes cadenes més llargues d'àtoms de sofre, com en el producte natural varacina, que conté un inusual anell de pentatiepina (cadena de 5 àtoms de sofre ciclats sobre dos àtoms de carboni contigus d'un anell de benzè).

### Tiocetones, tioaldehids i compostos relacionats
Els compostos amb doble enllaç entre el carboni i el sofre (C=S) són relativament poc comuns, però són compostos importants el disulfur de carboni, el sulfur de carbonil i el tiofosgen. Les tioacetones (RC(=S)R') són poc comunes amb substituents alquil, però un exemple és la tiobenzofenona. Els tioaldehids són encara més rars (el tioformaldehíid existeix com un trímer cíclic). Les tioamides, de fórmula R1C(=S)N(R₂)R₃ són més comunes.

#### Triples enllaços entre carboni i sofre
Els triples enllaços entre sofre i carboni són rars en els sulfaalquins i es poden trobar en el monosulfur de carboni (CS) i s'han suggerit per als compostos F3CCSF3 i F5SCSF3. El compost HCSOH també es presenta com a posseïdor d'un triple enllaç formal.

### Àcids tiocarboxílics i tioamides
Els àcids tiocarboxílics (RC(O)SH) i elsàcids ditiiocarboxílics (RC(S)SH) són ben coneguts. Estructuralment són similars als àcids carboxílics, però presenten més acidesa. Les tioamides són anàlegues a les amides.

### Àcids sulfònics, èsters, amides
Els àcids sulfònics tenen el grup funcional RS(=O)₂OH. Són àcids forts. Les sulfamides són sulfonamides derivades mitjançant sulfonació aromàtica.

### Sulfurans i persulfurans
Els sulfurans són un grup funcional relativament especialitzat pel fet de ser tetravalents, per tant, són compostos hipervalents de sofre, el sofre habitualment és divalent de fórmula SR4 i d'igual forma, els persulfurans són hexavalents, de fórmula SR6. Els persulfurans amb tots els substituents orgànics han estat coneguts per ser els compostos més pesats del grup dels calcogens, per exemple, el compost anàleg hexametilpertelurà (Et(Em)6) va ser descobert en 1990 per reacció de tetrametilteluri amb difluorur de xenó en Te(Me)2)F2 seguit de reacció amb dietilzinc. L'anàleg de sofre, hexametilpersulfurà SMe6, s'ha previst que sigui estable però no ha estat sintetitzat encara.
El primera persulfurà amb tots els substituents orgànics que va ser sintetitzat en un laboratori té dos lligands metil i dos bifenil:

Persulfurà amb tots els substituents orgànics.

Es prepara a partir del corresponent sulfurà 1 amb difluorur de xenó/ trifluorur de bor en acetonitril per a donar el dicatió sulfuranil 2 seguit de reacció amb metilliti en tetrahidrofurà per a donar un persulfurà (estable) 3 com isòmer cis. La difracció de raigs X mostra que la longitud de l'enllaç C - S oscil·la entre 189 i 193 pm (més llarg que la longitud de l'enllaç estàndard) amb l'àtom central de sofre en una geometria molecular octaèdrica distorsionada.
Experiments in silico suggereixen que aquests enllaços són molt polars amb càrregues negatives parcials sobre el carboni.

## Compostos organosulfurats en la natura

### Compostos naturals organosulfurats
A la natura es troben diversos compostos organosulfurats. Els més abundants són els aminoàcids metionina, cisteïna i cistina. Les vitamines biotina i tiamina, així com l'àcid lipoic contenen heterocicles de sofre. El glutatió és el principal antioxidant intracel·lular. La penicil·lina i la cefalosporina són antibiòtics que poden salvar vides, derivats dels fongs. La gliotoxina és una micotoxina que conté sofre produïda per diverses espècies de fongs en investigació com a agent antiviral.

### Compostos organosulfurats en els combustibles fòssils
Compostos organosulfurats comuns presents a les fraccions del petroli a un nivell de 200-500 ppm. Els compostos comuns són els tiofens, especialment els dibenzotiofens. Mitjançant el procés d'hidrodesulfuració (HDS) a les refineries, aquests compostos s'eliminen tal com il·lustra la hidrogenòlisi del tiofè:C4H4S + 8 H2  →  C4H10 + H2S

### Compostos organosulfurats en la contaminació
Alguns compostos organosulfurats, presents en el medi ambient, es generen com subproductes de menor importància de processos industrials com la fabricació de plàstics i pneumàtics.
Determinats processos produeixen composts organosulfurats com en la fabricació de coc de carbó, acció que es realitza per a expulsar els compostos de sofre i altres impureses volàtils i així produir 'carbó net' (coc), que s'utilitza principalment per a producció d'acer.

### Compostos organosulfurats en els combustibles fòssils
També es produeixen substàncies pudents en els processos químics de processament del carbó o el cru, en els quals s'obtenen precursors químics (matèries primeres) per al seu posterior ús industrial (per exemple, per a fabricar plàstics o en la producció farmacèutica), i per les necessitats a tot arreu de la destil·lació del petroli per a obtenir (gasolina, dièsel, i altres combustibles.
Els compostos organosulfurats podrien ser vists com a contaminants pudents que cal eliminar del gas natural abans del seu ús comercial, extreure dels gasos de fuita i de les xemeneies de les fàbriques abans de la seva sortida. En aquest últim context, els compostos organosulfurats formen part dels contaminants de sofre en la pluja àcida, o igualment, forma part dels contaminants en els combustibles fòssils més comuns, especialment en el carbó.

## Sabor i olor
Compostos com l'alicina i l' ajoè són els responsables de l'olor de l'all. La lentionina contribueix al sabor dels bolets shiitake. Els compostos organosulfurats volàtils també aporten característiques de sabor subtils al vi, fruits secs, formatge cheddar, xocolata, cafè i sabors de fruites tropicals. Molts d'aquests productes naturals també tenen propietats medicinals importants com la prevenció de l'agregació plaquetària o la lluita contra el càncer.
Els éssers humans i altres animals tenen un olfacte exquisidament sensible a l'olor dels compostos organosulfurats de baix valor com ara tiols, sulfurs i disulfurs. Els tiols volàtils que fan mala olor són producte de degradació de proteïnes que es troben en els aliments pútrids, de manera que la identificació sensible d'aquests compostos és crucial per evitar la intoxicació. També es troben compostos de sofre volàtils de baix valor en zones on els nivells d'oxigen a l'aire són baixos, cosa que suposa un risc d'asfíxia.
El coure és necessari per a la detecció altament sensible de certs tiols volàtils i compostos organosulfurats relacionats per receptors olfactius en ratolins. Encara no se sap si els humans també necessiten coure per a la detecció sensible de tiols.